# سوس‌نمای پوزه‌بیلچه‌ای
سوس‌نمای پوزه‌بیلچه‌ای (نام علمی: Rhinobatos productus) نام یک گونه از تیره سوس‌نما است.
تخمین زده می شود در هفت تا هشت سالگی بالغ می شود. طول نرها بین 90 تا 100 سانتی متر است، در حالی که ماده ها در این سن حدود 99 سانتی متر هستند.این جاتور می تواند تا 11 سال زندگی کند و اندازه های کامل برای نرها 120 سانتی متر و ماده ها به 137 سانتی متر می رسد.
دلیل تهدید شدن این جانور شکار غیر مجاز و بی رویه جهت تاکسیدرمی کردن می باشد.